# Ronaldo Vásquez
Ronaldo Junior Vásquez Herasme (Santo Domingo, 30 giugno 1999) è un calciatore dominicano, attaccante del Sumqayıt e della nazionale dominicana.

## Carriera

### Nazionale
Ha giocato nella nazionale dominicana Under-20.
Nel 2017 ha esordito in nazionale maggiore.
Nel 2025 ha partecipato alla CONCACAF Gold Cup.

## Statistiche

### Cronologia presenze e reti in nazionale
| Cronologia completa delle presenze e delle reti in nazionale ― Rep. Dominicana | Cronologia completa delle presenze e delle reti in nazionale ― Rep. Dominicana | Cronologia completa delle presenze e delle reti in nazionale ― Rep. Dominicana | Cronologia completa delle presenze e delle reti in nazionale ― Rep. Dominicana | Cronologia completa delle presenze e delle reti in nazionale ― Rep. Dominicana | Cronologia completa delle presenze e delle reti in nazionale ― Rep. Dominicana | Cronologia completa delle presenze e delle reti in nazionale ― Rep. Dominicana | Cronologia completa delle presenze e delle reti in nazionale ― Rep. Dominicana |
| Data                                                                           | Città                                                                          | In casa                                                                        | Risultato                                                                      | Ospiti                                                                         | Competizione                                                                   | Reti                                                                           | Note                                                                           |
| ------------------------------------------------------------------------------ | ------------------------------------------------------------------------------ | ------------------------------------------------------------------------------ | ------------------------------------------------------------------------------ | ------------------------------------------------------------------------------ | ------------------------------------------------------------------------------ | ------------------------------------------------------------------------------ | ------------------------------------------------------------------------------ |
| 9-9-2018                                                                       | Willemstad                                                                     | Bonaire                                                                        | 0 – 5                                                                          | Rep. Dominicana                                                                | CONCACAF Nations League 2019-2020 - Qualificazioni                             | -                                                                              |                                                                                |
| 12-10-2018                                                                     | Santiago de los Caballeros                                                     | Rep. Dominicana                                                                | 3 – 0                                                                          | Isole Cayman                                                                   | CONCACAF Nations League 2019-2020 - Qualificazioni                             | -                                                                              | 72’                                                                            |
| 17-11-2018                                                                     | L'Avana                                                                        | Cuba                                                                           | 1 – 0                                                                          | Rep. Dominicana                                                                | CONCACAF Nations League 2019-2020 - Qualificazioni                             | -                                                                              | 87’                                                                            |
| 7-9-2019                                                                       | Lookout                                                                        | Montserrat                                                                     | 2 – 1                                                                          | Rep. Dominicana                                                                | CONCACAF Nations League 2019-2020 - 1° turno                                   | -                                                                              |                                                                                |
| 10-9-2019                                                                      | Santo Domingo                                                                  | Rep. Dominicana                                                                | 1 – 0                                                                          | El Salvador                                                                    | CONCACAF Nations League 2019-2020 - 1° turno                                   | -                                                                              | 77’                                                                            |
| 12-10-2019                                                                     | Santo Domingo                                                                  | Rep. Dominicana                                                                | 3 – 0                                                                          | Saint Lucia                                                                    | CONCACAF Nations League 2019-2020 - 1° turno                                   | -                                                                              | 79’                                                                            |
| 15-10-2019                                                                     | Santo Domingo                                                                  | Rep. Dominicana                                                                | 0 – 0                                                                          | Montserrat                                                                     | CONCACAF Nations League 2019-2020 - 1° turno                                   | -                                                                              |                                                                                |
| 16-11-2019                                                                     | Gros Islet                                                                     | Saint Lucia                                                                    | 1 – 0                                                                          | Rep. Dominicana                                                                | CONCACAF Nations League 2019-2020 - 1° turno                                   | -                                                                              | 57’                                                                            |
| 19-11-2019                                                                     | San Salvador                                                                   | El Salvador                                                                    | 2 – 0                                                                          | Rep. Dominicana                                                                | CONCACAF Nations League 2019-2020 - 1° turno                                   | -                                                                              |                                                                                |
| 25-1-2021                                                                      | Santo Domingo                                                                  | Rep. Dominicana                                                                | 0 – 0                                                                          | Serbia                                                                         | Amichevole                                                                     | -                                                                              | 78’                                                                            |
| 25-03-2021                                                                     | Santo Domingo                                                                  | Rep. Dominicana                                                                | 1 – 0                                                                          | Dominica                                                                       | Qual. Mondiali 2022                                                            | -                                                                              | 84’                                                                            |
| 27-03-2021                                                                     | Fort Lauderdale                                                                | Anguilla                                                                       | 0 – 6                                                                          | Rep. Dominicana                                                                | Qual. Mondiali 2022                                                            | -                                                                              |                                                                                |
| 9-6-2021                                                                       | Panama                                                                         | Panama                                                                         | 3 – 0                                                                          | Rep. Dominicana                                                                | Qual. Mondiali 2022                                                            | -                                                                              | 54’                                                                            |
| 16-6-2023                                                                      | Viña del Mar                                                                   | Cile                                                                           | 5 – 0                                                                          | Rep. Dominicana                                                                | Amichevole                                                                     | -                                                                              |                                                                                |
| 21-3-2025                                                                      | Bayamón                                                                        | Porto Rico                                                                     | 2 – 2                                                                          | Rep. Dominicana                                                                | Amichevole                                                                     | 1                                                                              | 46’                                                                            |
| 25-3-2025                                                                      | Santiago de los Caballeros                                                     | Rep. Dominicana                                                                | 2 – 0                                                                          | Porto Rico                                                                     | Amichevole                                                                     | -                                                                              | 76’                                                                            |
| 6-6-2025                                                                       | Città del Guatemala                                                            | Guatemala                                                                      | 4 – 2                                                                          | Rep. Dominicana                                                                | Qual. Mondiali 2026                                                            | -                                                                              | 84’                                                                            |
| 14-6-2025                                                                      | East Rutherford                                                                | Messico                                                                        | 3 – 2                                                                          | Rep. Dominicana                                                                | Gold Cup 2025 - 1º turno                                                       | -                                                                              | 79’                                                                            |
| 18-6-2025                                                                      | Arlington                                                                      | Costa Rica                                                                     | 2 – 1                                                                          | Rep. Dominicana                                                                | Gold Cup 2025 - 1° turno                                                       | -                                                                              | 77’                                                                            |
| 22-6-2025                                                                      | Arlington                                                                      | Rep. Dominicana                                                                | 0 – 0                                                                          | Suriname                                                                       | Gold Cup 2025 - 1° turno                                                       | -                                                                              | 35’                                                                            |
| Totale                                                                         |                                                                                | Presenze                                                                       | 24                                                                             |                                                                                | Reti                                                                           | 3                                                                              |                                                                                |